# 吕昂 (卢瓦雷省)
吕昂（法語：Ruan，法語發音：[ʁɥɑ̃]）是法国卢瓦雷省的一个市镇，位于该省西部偏北，属于奥尔良区。

## 地理
吕昂（48°6'42"N, 1°56'21"E）面积16.26 平方千米，位于法国中央-卢瓦尔河谷大区卢瓦雷省，该省份为法国中北部省份，北起埃松省，西北接厄尔-卢瓦省，西南接卢瓦-谢尔省，南至涅夫勒省和谢尔省，东临约讷省，东北接塞纳-马恩省。
与吕昂接壤的市镇（或旧市镇、城区）包括：当布龙、桑蒂伊、阿尔特奈、阿谢尔勒马谢、博斯地区利翁、瓦松、特里奈。

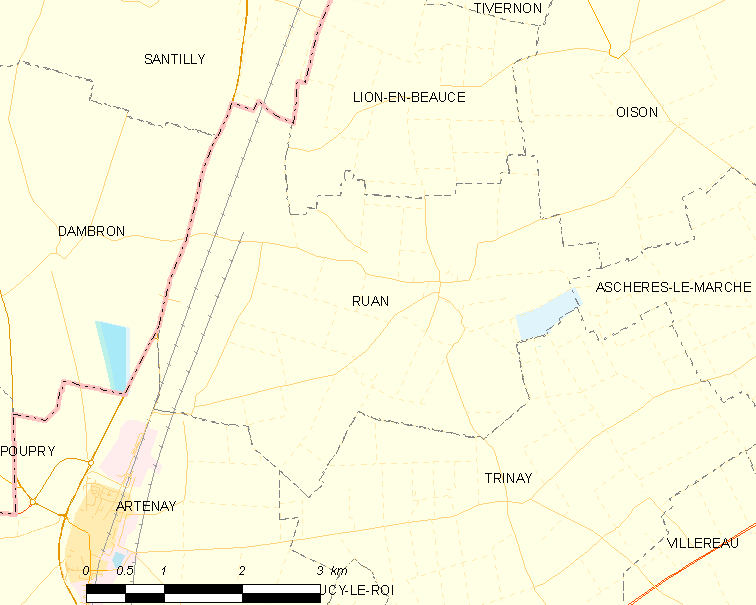
的OSM定位图

吕昂的时区为UTC+01:00、UTC+02:00（夏令时）。

## 行政
吕昂的邮政编码为45410，INSEE市镇编码为45266。

## 政治
吕昂所属的省级选区为卢瓦尔河畔默恩县。

## 人口

1962-2008年间人口变化图示

吕昂于2022年1月1日时的人口数量为205人。